# 北尾春道
北尾 春道（きたお はるみち、 1896年（明治29年）12月1日 - 1973年（昭和48年）9月1日）は、昭和時代の日本の建築家、数寄屋（茶室）建築学者。東京高等工業学校 （現・東京工業大学）卒。大阪府出身。

## 来歴
大阪府南河内郡北八下村（現・堺市北区の一部および松原市の一部）の北尾吉郎兵衛（浄郭）の四男として生まれる。
父は社寺・楼閣建築に携わるも、春道の9歳の時（1904年・明治37年）には本願寺門跡の僧侶となったため、春道も同時に本願寺の衆徒となった。また春道の初名は春吉であったが、同年に名を改めている。
春道は上京し東京高等工業学校 （現・東京工業大学）に入学、伊東忠太のもと建築設計の実務に携わり、伊東のヨーロッパ旅行にも同行した。その後、大熊喜邦（東京帝国大学講師）にも師事する。
1925年（大正14年）、ハリス記念鎌倉幼稚園（鎌倉・景観重要建築物）を設計する。その年に、鶴岡八幡宮の二の鳥居と三の鳥居も設計。当時、鳥居を鉄筋コンクリートで建てるに際し、非難轟々であったという。
1926年（大正15年）、30歳の時に独立し丸の内ビルディングのなかに設計事務所を設立した。ちなみにこの時期、吉田五十八も同ビル内に事務所を構えていたので親しくなったという。二人は長唄・三味線・尺八などの芸事もした。この後、昭和初年に鎌倉に自邸を建て、事務所もそこに移した。
春道は、1932年（昭和7年）より雑誌『建築世界』に論文を発表。そのなかで、仏寺建築の流れを概観した上で、「将来の新興仏寺建築は，断じて様式模倣ではなくして信仰的精神と教化精義の根本的革新のもとに案出せらるべき」として、様式に束縛されない純粋理念に基づいた建築の提案を唱えている。また、様式主義の盲従的傾向を批判した上で、近代化の名のもとにおける居住空間の「単純化、原始化等の課題も梢もすれば住宅の本質的な精神を忘れてしまう」とし、その本質的「居住住宅の精神はすなわち趣味の展開であり、室内構成に趣味の美が忘れられていては、主なきアパートの一隅と同じである」と述べている。
1935年（昭和10年）より1937年（昭和12年）6月にかけて洪洋社より『数寄屋聚成』（全20巻）を刊行、春道の代表作となる。これには数寄屋住宅の内外観及びその詳細約1500図を収めたもので135棟が収録されている。春道は刊行の目的として「一般人」「設計者」「海外にたいして」の3者をその読者対象として挙げている。なかでも、「海外にたいして」（外国人）の配慮から解説には英和両文を用いている。編集顧問である高橋義雄（箒庵）は、その第1巻の序文で、この写真図版の素晴らしさを挙げ、「室内陰影多く光線難透なる隅々までも写し得て鮮明、恰も実物を目撃するが如く、其詳細を通観し得るは、余の駭嘆して措かざる所である」と語っている。
1937年（昭和12年）、西本願寺の敷地内に法主・大谷光照の私邸「錦華寮」を大谷光瑞・大谷尊由指導のもと建設した。この頃より、数寄屋建築の研究に没頭するようになる。
春道は茶人・古田織部に強く惹かれ、織部流の茶道を嗜むようになる。美術評論家として名高い森口多里とともに織部に関する研究も手がけた。春道は堀口捨巳、高橋箒庵（義雄）、正木直彦（東京美術学校校長）、また茶室の調査により多くの茶道家元とも交流があった。
1942年（昭和17年）には陶芸家・加藤唐九郎と共に上海・蘇州・北京に建築行脚の旅を繰り返した。
第二次世界大戦中はシンガポール（昭南特別市）に渡り、海軍の施設部に所属して、シンガポール植物園内の茶室「暁風亭」の設計に関与したほか、軍の格納庫や慰霊塔、軍人用の住宅を作った。
1946年（昭和21年）に帰国した後は専ら調査研究と著作活動に専念した。春道は数寄屋に関する40冊を超える多くの著作をまとめているが、それらはすべて自らが行った実測調査に裏付けられたものであった。また従来、数寄屋建築は、経験と技にまかされ、いわゆる秘伝として伝承されることが多かったが、春道は、この秘伝主義を廃し、分かりやすい形で公開することを目指した。晩年は､数寄屋建築の空間構成から転じて材料に執着し、どの様に影響を与えるかを論じた。
著作のかたわら、角田邸「南山亭」 （世田谷区、1960年）、神谷正太郎邸「清廉亭」（世田谷区、1962年）、北澤国男邸「北窓庵」（豊島区、1967年）などを設計した。
1973年（昭和48年）9月1日に他界、享年76歳。

## 主な著書
- 『数寄屋聚成』（全20巻）1935-1937年（顧問：高橋義雄・正木直彦）
- 『国宝書院図聚』（全10巻）1938-1939年（監修：大熊喜邦）
- 『名席図解茶室寸法図録』1939年
- 『国宝能舞台』1942年
- 『建築写真文庫』1-30、1954-1955年
- 『銘木大観』1955年
- 『木材名鑑』1956年
- 『茶室建築』1956年
- 『露地・茶庭』1956年
- 『数寄屋図解事典』1959年
- 『茶室の材料と構法』1967年
- 『数寄屋詳細図譜』1969年
- 『茶室の展開図』1970年

## 関連文献
- 大川三雄「北尾春道の著作にみる特徴とその性格－『数奇屋聚成』とその時代背景－」『日本建築学会計画系論文集』60巻478号、1985年、pp.179 - 188